# Chikyū Kogeki Meirei Gojira tai Gaigan
Chikyū Kogeki Meirei Gojira tai Gaigan (地球攻撃命令　ゴジラ対ガイガン?  lit. Directiva de destrucción de la Tierra: Godzilla vs. Gigan), conocida en Estados Unidos como Godzilla vs. Gigan o Godzilla on Monster Island y en España como Godzilla contra Gigan o Galien, el monstruo de las galaxias ataca la Tierra, es una película tokusatsu de 1972. Es la duodécima película de la serie de Godzilla de los Estudios Toho, fue dirigida por Jun Fukuda con efectos especiales de Teruyoshi Nakano. Es la cuarta película en presentar a King Ghidorah y a Anguirus. Es la primera en presentar a Gigan. En los EE. UU., CinemaShares lanzó la película en 1977. Cuando fue lanzada en vídeo en los años 80, el título se convirtió en Godzilla vs. Gigan.
Los fanes de Godzilla no creen generalmente que la película sea buena. Tenía un presupuesto más bajo que la mayor parte de las otras películas de Godzilla. Sin embargo, debido al bajo presupuesto de la película, el equipo de efectos especiales no habría podido terminar la película de no usar las técnicas más viejas. Algunos fanes gozan de la película por su larga lucha final entre los cuatro monstruos. 
La música se acredita a Akira Ifukube, que compuso la música para la mayor parte de las películas de Godzilla de los años 60. Ifukube, sin embargo, no escribió ninguna música nueva para esta película; toda ella fue tomada de sus películas anteriores de Toho.

## Argumento
Una especie de alienígenas insectoides gigantes de un planeta agonizante similar a la Tierra en la Nebulosa M de los Cazadores del Espacio intenta colonizar la Tierra y destruir todas sus ciudades para hacerla más «pacífica» (la paz y la tecnología son los temas de esta película). Habitan los cuerpos de seres humanos recién muertos, así asemejándose a ellos, y trabajan como personal del parque temático japonés basado en el tema de la paz, World Children's Land (basado en Suiza), la estatua central es la «torre con forma de Godzilla». El plan de los extraterrestres de la Nebulosa M es utilizar a los monstruos espaciales King Ghidorah y Gigan (dirigidos por dos «señales grabadas de acción») para destruir la civilización. El artista Manga Gengo Kotaka descubre su plan luego de ser contratado como un artista conceptual para ellos. Cuando Gengo y sus amigos reproducen una de las incomprensibles cintas con las Señales Grabadas de Acción (la cual obtuvieron por accidente) en su reproductor, sólo Godzilla y Anguirus las oyen de lejos y comienzan a seguir las instrucciones. Godzilla envía a Anguirus a la fuente del sonido para cerciorarse de que esté todo bien, pero una vez que Anguirus llega a la bahía de Tokio, los militares japoneses, no teniendo ninguna pista de las intenciones del monstruo, lo alejan. Anguirus vuelve a la Isla de los Monstruos, y Godzilla entonces lo sigue de nuevo a la ciudad. Ambos monstruos intentan salvar la Tierra de King Ghidorah y Gigan, aunque los extraterrestres de la Nebulosa M planean llevar a Godzilla a una trampa fatal colocando un cañón láser de gran alcance dentro de la torre de Godzilla, en la boca, y disparándolo a Godzilla. Una vez que la torre es destruida por los personajes humanos (quienes hicieron que los extraterrestres se confiaran demasiado de las fortificaciones externas de la torre descuidando las defensas interiores), Godzilla y Anguirus conducen a Gigan y King Ghidorah de vuelta al espacio y salvando al mundo.

## Reparto
| Actor              | Papel                                                                          |
| ------------------ | ------------------------------------------------------------------------------ |
| Hiroshi Ishikawa   | Gengo Kodaka                                                                   |
| Minoru Takashima   | Syousaku Takasugi                                                              |
| Tomoko Umeda       | Machiko Shima                                                                  |
| Kunio Murai        | Takeshi Shima                                                                  |
| Yuriko Hishimi     | Tomoko Tomoe                                                                   |
| Zan Fujita         | Fumio Sudou, empleado del World Children's Land (alien de la Nebulosa M）      |
| Toshiaki Nishizawa | Kubota, secretario general del World Children's Land (alien de la Nebulosa M） |
| Wataru Oomae       | Subordinado Ａ                                                                 |
| Hiroto Kimura      | Subordinado Ｂ                                                                 |
| Yoshitake Saitou   | Subordinado Ｃ                                                                 |
| Sadao Watanabe     | Subordinado D                                                                  |
| Kuniko Ashihara    | Tía                                                                            |
| Zekou Nakamura     | Principal bonzo de un templo                                                   |
| Akio Mutou         | Principal redactor                                                             |
| Naoya Kusakawa     | Policía de un recepcionista                                                    |
| Gen Shimizu        | Comandante de la Jefatura de Defensa                                           |
| Kouetsu Oomiya     | Miembro del rádar de la Jefatura de Defensa                                    |
| Godzilla           | Haruo Nakajima                                                                 |
| Anguirus           | Kouetsu Oomiya                                                                 |
| King Ghidorah      | Kanta Ina                                                                      |
| Gigan              | Kengo Nakayama (Kenpachirou Satsuma）                                          |

## Taquilla
En Japón, la película vendió aproximadamente 1 780 000 boletos.

## Lanzamiento en Estados Unidos
En 1977, CinemaShares, la compañía responsable de la distribución norteamericana de Godzilla tai Megalon, lanzó una versión doblada y ligeramente cortada de Godzilla vs. Gigan en Norteamérica. Esta versión fue re-titulada como Godzilla en la Isla de los Monstruos a pesar de que muy poco de la acción ocurre realmente en la Isla de los Monstruos. 
Varias escenas fueron cortadas para poder aprobar el criterio de MPAA: 
- Escena en la que Gigan corta el hocico de Anguirus, haciéndolo sangrar.
- El diálogo «Eres una perra dura».

Esta versión también incluye diversos títulos de apertura y distintos carteles de «Fin». Esta versión de Godzilla vs. Gigan fue transmitida una o dos veces en el canal Sci-fi antes de 2002. 
También, la versión japonesa original, en vez de contener una charla entre los monstruos, tiene un diálogo entre ellos por medio de burbujas, como una historieta. El diálogo entre los monstruos en la versión norteamericana es de la «versión internacional» de Tōhō, adquirida por CinemaShares, y no una alteración de éste.
La película en su doblaje mexicano se encuentra parcialmente perdida junto a otras películas del género Kaiju como Godzilla, King Kong vs. Godzilla, Rodan, Gamera: El mundo bajo el terror, Gamera vs. Barugon y Gamera vs. Viras.

## Lanzamiento en DVD
Sony Pictures
- Lanzado: el 19 de octubre de 2004.
- Aspect Ratio: Widescreen (2.35) anamorphic.
- Sonido: Japonés (2.0), inglés (2.0).
- Suplementos: Tráiler de The Lost Skeleton of Cadavra.
- Region 1.
- Nota : Contiene la «versión internacional» de Tōhō doblada al inglés.
- Clasificación MPAA: PG por violencia con monstruos de ciencia ficción y lenguaje adulto.
- Incluye fotos y diálogos de versiones norteamericanas anteriores.